# Vaszary Kolos Kórház
A Vaszary Kolos Kórház Esztergomban a Petőfi Sándor utca 26-28 alatt, állami fenntartásban működik. Pavilonos rendszerű.

## Története

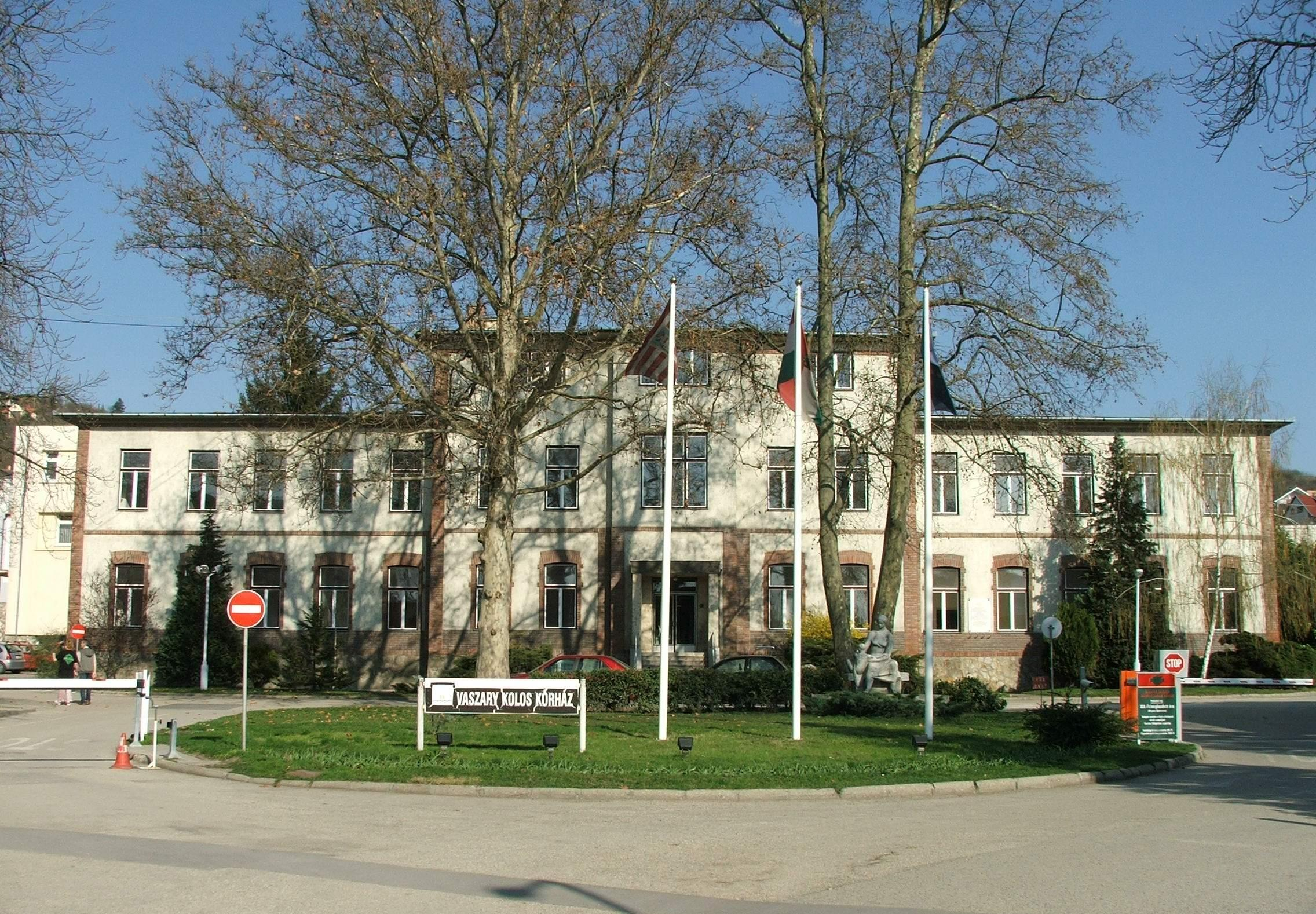
A régi sebészet épülete

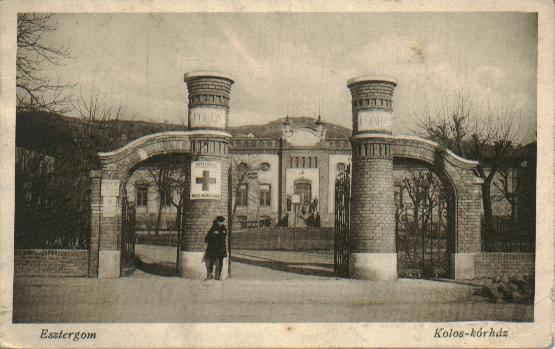
A Petőfi Sándor utcai bejárat

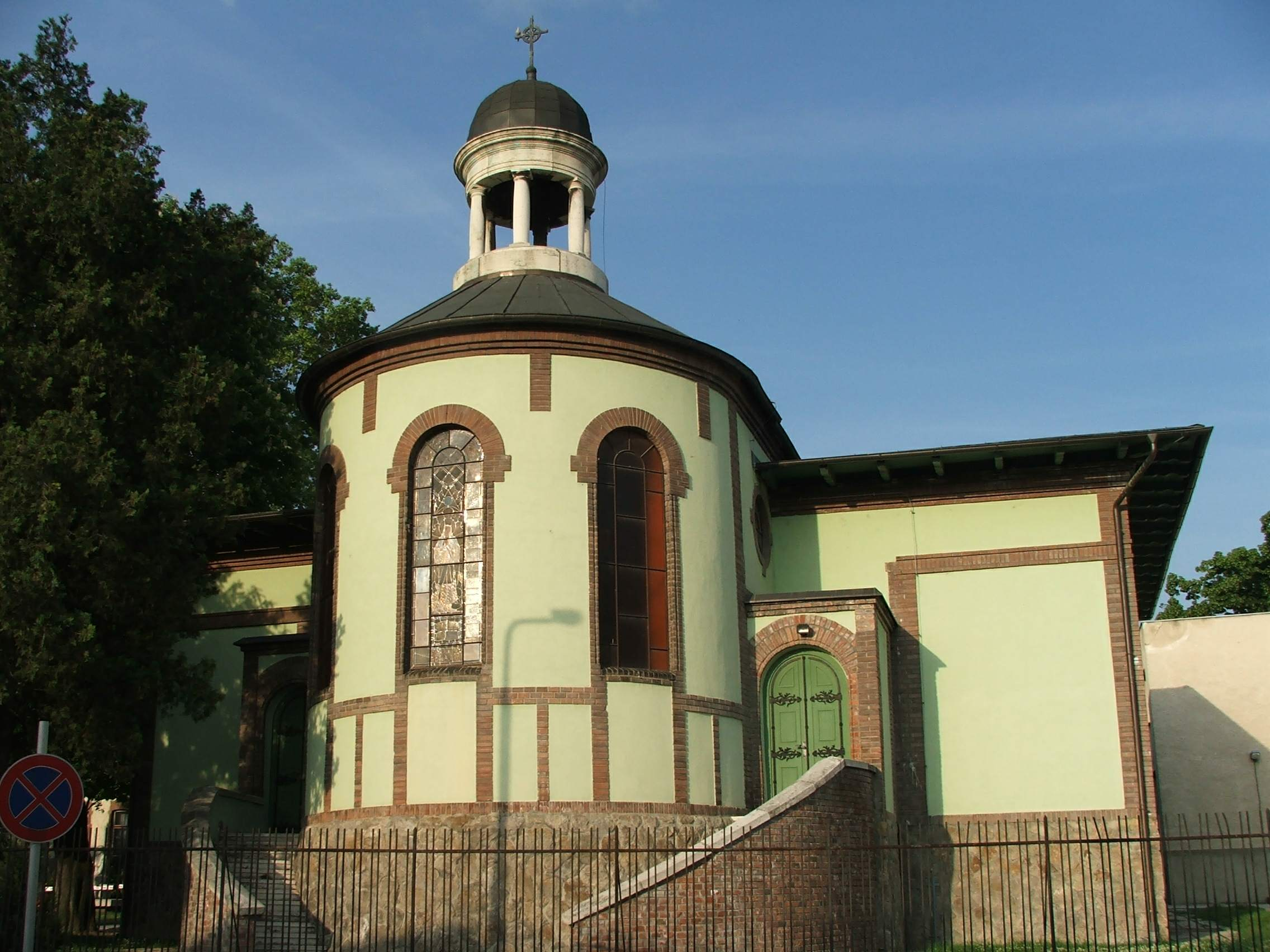
A kórházkápolna a Petőfi utcáról

A városban az első ispotályt még a bencés rend alapította Szent István uralkodása alatt.
A mai modern kórház névadója, Vaszary Kolos hercegprímás 1895-ben tett 50 ezer koronás felajánlásával lehetővé tette egy új közkórház alapítását a királyvárosban. A telket az építkezéshez a város adta, továbbá felvettek 10 609 forint kölcsönt magas kamatokkal az Esztergomi Takarékpénztártól. A Takarékpénztár további 5 ezer forint támogatást adott egy 10 ágyas gyerekosztály építésére is. A kórháznak eredetileg a Szent István Kórház nevet szánták, de a képviselők az érsek iránti hálájuk jeléül a Kolos Kórházra keresztelték. Az új kórházat 1902. január 6-án adták át, de mivel a prímás nem tudott részt venni a ceremónián, szeptember 1-jén egy külön zárókő-letételi ünnepséget rendeztek neki. Ekkor Vaszary ugyanazzal a prímási címeres kalapáccsal érintette meg a zárókövet, és áldotta meg az épületet, mint amit Rudnay Sándor is használt a bazilika alapkőletételekor. Az új kórház nyolc épületből állt, összesen 104 helységgel, modern műtővel, ahol komoly beavatkozásokat is el tudtak végezni. Az 1902-ben elkészült épület ma a reumatológiának ad helyet. 1900-ban összesen 159-et műtétet hajtottak végre. A betegápolást apácák végezték. 1900-ban összesen 885 beteget ápoltak, ebből magas halálozási aránnyal 73-an haltak meg. A 885 főből csak 191 volt esztergomi és 223 Esztergom vármegyei, a többi beteg főleg a környező Pest-Pilis-Solt-Kiskun, Pozsony, Hont, Nógrád, Nyitra, Komárom vármegyékből való volt, de akadt 58 külföldi páciens is. 1911-re 120, 1916-ra már 160 ággyal működött az intézmény. 1919-ben hozzá csatolták a Simor Kórházat. 1927-re a városban történő, évi 360-380 szülésből már 100 a kórházban történt. A 90-es évek elején fenntartása a megyéhez került, és 2000-re az ország legeladósodottabb kórháza lett, ezért fenntartását 2002. január 1-jétől a város visszavette. 2003-ra sikerült az egyes részlegeket felújítani. Jelenleg oktató kórházként is működik, és több egészségügyi szakiskola tanulói töltik itt a gyakorlati idejüket. Az érsekújvári egészségügyi szakközépiskolások segítenek a betegápolásban. 2008-ban az országban itt használtak először lenyelhető kamerát a vastagbélrák vizsgálatánál.
2012. január 1-jén Esztergom magas adósságállománya miatt állami fenntartásba került az intézmény.

## Osztályok
Belgyógyászat, Rheumatológia, Sebészet, Traumatológia (Baleseti sebészet), Urológia, Központi Aneszteziológiai és Intenzív Betegellátó Osztály, Fül-Orr-Gégészet, Szemészet, Mátrix Osztály, Szülészet-Nőgyógyászat, Gyermekgyógyászat, Neurológia, Psychiátria (Elmegyógyászat), Rehabilitáció, Radiológia, CT-állomás, Prosectura, Központi Vérellátó, Dialízis Központ

## Statisztikák (2005-ben)
- Osztályok száma: Diagnosztikával együtt 19
- A kórházban 435 aktív és 104 krónikus és rehabilitációs fekvőbeteg ágy volt. Ez 2007-ben 378 és 105.[2]
- Ellátási területe 100 000-340 000 főre terjed ki, amibe beleesik Szlovákia egy része is.
- 2005-ben 22.000 fekvőbeteget gyógyítottak, és 340.000 járóbeteget gyógykezeltek.
- 2005-ben Az Év Kórháza című internetes versenyen országos szinten a nyolcadik legjobb kórház lett.
- A kórházban dolgozó ápolók körülbelül ötöde szlovákiai.
- Az ellátott betegek csak negyede esztergomi.
- Az ágykihasználtság 89,3%-os
- Egészségügyi szakdolgozói létszám: 496 fő